# Livgardens Gamle Tambourer
Livgardens Gamle Tambourer er en forening der  blev stiftet den 7. oktober 1964 på Livgardens Kaserne i Gothersgade i København. Dog havde der i 1800-tallet været en tilsvarende forening af samme navn, men den sygnede hen.
Foreningen optager forhåndværende tambourer fra Livgarden. De gamle tambourer spiller undertiden som genindkaldte tambourer for Livgarden, bl.a. til Livgardens 350-års-jubilæum den 30. juni 2008.
I 2014 fylder foreningen 50 år.
Følg med i foreningens aktivteter på www.tambourforeningen.dk